# .sd
.sd는 수단의 인터넷 국가 코드 최상위 도메인이다. 남수단의 국가 도메인인 .ss가 만들어지기 전까지 남수단은 수단의 국가 도메인인 .sd를 빌려 썼다.

## 2차 도메인
- com.sd - 회사
- net.sd - 네트워크 제공업체 및 ISP
- org.sd - 수단 NGO
- edu.sd - 수단 대학교
- med.sd - 의료
- tv.sd - TV 채널 및 전자 미디어
- gov.sd - 수단 정부 및 부처
- info.sd - 신문, 정보, 미디어